# Benzo(a)pirene
Il benzo[a]pirene è un idrocarburo policiclico aromatico, della classe dei benzopireni, la cui molecola è formata da cinque anelli benzenici condensati, avente formula molecolare C20H12.

## Composizione e tossicità
È una delle prime sostanze di cui si è accertata la cancerogenicità. Si forma per incompleta combustione di sostanze organiche a temperature comprese tra 300 e 600 °C. Per questo è presente (ad esempio) nel fumo di sigaretta, nei gas di scarico dei motori diesel, nei fumi prodotti dalla combustione di biomasse e nelle carni bruciate. In Veneto, fonte ARPAV INEMAR 2021, l'83% viene dalla combustione di biomassa.
Una delle sue forme ossidate (metabolicamente dall'organismo) è il benzo[a]pirene-7,8-diidrodiolo-9,10-diidroossido, che può legarsi al DNA interferendo con il suo meccanismo di replicazione. Il processo di formazione di questo epossido è relativamente complesso ed implica una cascata di reazioni coinvolgenti il citocromo P450, ed enzimi quali perossidasi ed idrolasi.
La sua struttura inoltre non viene intercettata dal sistema enzimatico di correzione dei geni della categoria Caretaker del DNA, che ha invece il ruolo di demolire i tratti mutati dell'acido nucleico per prevenirne mutazioni nocive.
La categoria IARC di rischio cancerogeno è Categoria 1: cancerogena per l'uomo.
Disciolto in acqua, è tra le sostanze più pericolose. Il limite di concentrazione è di 0,01 µg/l secondo il DL 31/2001.